# Curimopsis tenerifensis
Curimopsis tenerifensis là một loài bọ cánh cứng trong họ Byrrhidae. Loài này được Palm miêu tả khoa học năm 1976.